# 索洛納河 (沃夫恰河支流)

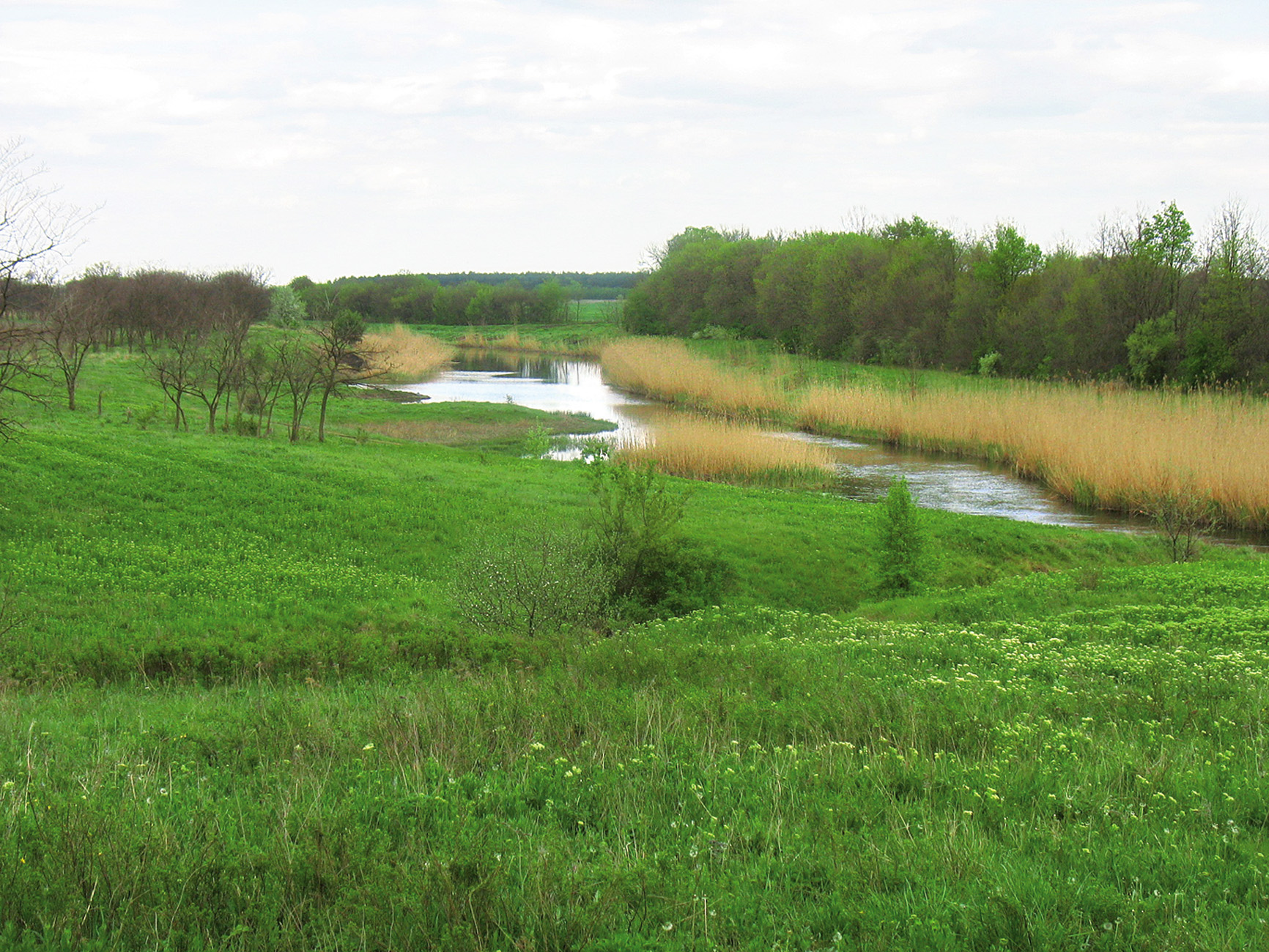

索洛納河（烏克蘭語：Солона），是烏克蘭的河流，位於該國東部，流經頓涅茨克州和第聶伯羅彼得羅夫斯克州，屬於沃夫恰河的支流，河道全長79公里，流域面積946平方公里。